# Edwin Abbott Abbott
Pour les articles homonymes, voir Edwin Abbott et Abbott.
Edwin Abbott Abbott, né le 20 décembre 1838 à Marylebone et mort le 12 octobre 1926  à Hampstead, est un professeur et théologien anglais. Il est surtout connu comme l'auteur de la satire mathématique et de l'allégorie religieuse, Flatland, qui conte les aventures d'un Carré dont le monde plat est mis en cause par la découverte de l'intrusion d'une Sphère.

## Biographie
Abbott est le fils de Edwin Abbott (1808–1882), directeur de l'école philologique de Marylebone, et de sa femme Jane Abbott (1806–1882).
Il suit les cours de la City of London School puis du St John's College de l'université de Cambridge, où il reçoit les plus prestigieuses récompenses dans tous les domaines, avant de devenir fellow de son college (Université).
Après avoir obtenu son Master à la King Edward's School à Birmingham, il succède à George Ferris Whidborne Mortimer (1805-1871) comme directeur de la City of London School, en 1865 ; il n'a alors que vingt-six ans. 
Il se retire en 1889 et se consacre à l'écriture et aux études théologiques. Les inclinations théologiques libérales du Dr Abbott sont évidentes à la fois dans sa vision pédagogique et ses livres.

## Son œuvre
Sa Shakespearian Grammar - 1870 - est une contribution permanente à la philologie anglaise. 
En 1885 il publie une biographie de Francis Bacon. 
Ses écrits théologiques comprennent trois romans religieux, publiés anonymement :
- Philochristus - 1878,
- Onesimus - 1882,
- Sitanus - 1906.

Des contributions plus importantes sont ses discussions théologiques anonymes :
- The Kernel and the Husk - 1886,
- Philomythus - 1891,
- The Anglican Career of Cardinal Newman - 1892 - un livre
- un article The Gospels dans la neuvième édition de l'Encyclopædia Britannica, contenant une vision critique qui déchaîne alors une agitation considérable dans le monde théologique anglophone.

Il écrit également :
- Flatland - 1884 ; trad. fr. Philippe Blanchard, Flatland, Fantaisie en plusieurs dimensions, Paris, Les Belles Lettres, éd. collector, 160 p., 2024  (ISBN 978-2251455730)
- St Thomas of Canterbury, his Death and Miracles - 1898,
- Johannine Vocabulary - 1905,
- Johannine Grammar - 1906.